# Joachim Vogel (Radsportler)
Joachim Vogel (* 12. Januar 1954 in Frankenberg) ist ein ehemaliger deutscher Radrennfahrer und DDR-Meister im Radsport.

## Sportliche Laufbahn
Vogel begann 1968 mit dem Radsport in der BSG Motor Hainichen, in der Klaus Pedd sein erster Trainer war. Im November 1971 wurde er zum SC Karl-Marx-Stadt delegiert. Er galt als Spezialist für Zeitfahrwettbewerbe. 1973 wurde er in die Nationalmannschaft berufen und konnte im Mannschaftszeitfahren mit dem DDR-Team zwei Siege in Polen und Belgien erringen. Er siegte bei der DDR-Meisterschaft 1975, 1976 und 1980 im Mannschaftszeitfahren auf der Straße mit seinem Club.
Vogel gewann 1976 die erste Austragung der Thüringen-Rundfahrt vor Bernd Fischer und wurde als bester DDR-Fahrer  Dritter der Polen-Rundfahrt. Ein Jahr später wurde er nach Bernd Drogan Zweiter der DDR-Rundfahrt vor Wolfgang Schröder. 1978 siegte er beim Dynamo-Cup. 1980 und 1981 konnte er jeweils eine Etappe der Kuba-Rundfahrt gewinnen. Bei der Internationalen Friedensfahrt startete er einmal, 1979 belegte er Platz 63 im Endklassement. 1982 beendete er seine Laufbahn.
Er fuhr auch die DDR-Rundfahrt 1974, die DDR-Rundfahrt 1975, die DDR-Rundfahrt 1976 und die DDR-Rundfahrt 1979. Bei der DDR-Rundfahrt 1974 belegte er auf der 7. Etappe: Quer durch den Harz, 134 km, am 6. September 1974 – gleichzeitig als Harzrundfahrt 1974 gewertet – hinter Wolfgang Gansert den zweiten Platz.

## Berufliches
Vogel hat ein Sportstudium absolviert und war eine Zeit lang als Sportlehrer tätig.

## Sonstiges
Er ist 1,83 m groß und wog in seiner aktiven Zeit 77 kg.